# Loin de la foule déchaînée (roman)
Pour les articles homonymes, voir Loin de la foule déchaînée.
Loin de la foule déchaînée (titre original : Far from the Madding Crowd) est le quatrième roman de Thomas Hardy et son premier grand succès littéraire paru en 1874. Il est paru à l'origine sous forme de série mensuelle dans Cornhill Magazine, où il a gagné un large lectorat. En France, il a été publié pour la première fois en 1901 sous le titre Barbara, qu'il a gardé jusqu'en 1980. 
Le roman traite des thèmes de l'amour, de l'honneur et de la trahison, dans le contexte des réalités apparemment idylliques, mais souvent dures d'une communauté agricole de l'Angleterre victorienne. Il décrit la vie et les relations de Bathsheba Everdene avec son voisin solitaire William Boldwood, le fidèle berger Gabriel Oak et le sergent Troy, un soldat dépensier.
Le roman a été adapté  à plusieurs reprises notamment par John Schlesinger, dont le film fut nommé pour l'Oscar 1968 de la meilleure musique originale.

## Présentation
Loin de la foule déchaînée est un des premiers succès de Thomas Hardy ; il figure dans la liste des 50 meilleurs romans établie par la BBC. L'auteur a revu le texte en 1895 et refait des changements dans l'édition de 1901.

## Résumé
Jeune femme d’une grande beauté et au caractère impétueux, Batsheba Everdene hérite à vingt ans d’un beau domaine, qu’elle dirige seule. Quand un incendie se déclare dans sa propriété, un ancien soupirant ayant connu des revers de fortune, Gabriel Oak, apporte une aide précieuse pour sauver ses récoltes. Elle lui procure un emploi parmi ses gens, mais devient l’élue de deux autres prétendants, bien décidés à obtenir sa main. Le premier sournois, Sergent Troy, est  égoïste et s'intéresse uniquement à la fortune récemment obtenue par Bathsheba. Le second, William Boldwood, fait montre d'une obsession maladive envers la jeune femme. Oak, quant à lui, parviendra à force de patience et de fidélité à gagner son cœur…

## Adaptations

### Au cinéma
- 1915 : Far from the Madding Crowd, film britannique de Laurence Trimble
- 1967 : Loin de la foule déchaînée, film britannique de John Schlesinger, avec Julie Christie, Terence Stamp et Alan Bates
- 2015 : Loin de la foule déchaînée, film américain réalisé par Thomas Vinterberg, avec Carey Mulligan et Matthias Schoenaerts

### À la télévision
- 1998 : Far from the Madding Crowd, téléfilm britannique de Nicholas Renton, avec Paloma Baeza, Nigel Terry, Nathaniel Parker

### En bande-dessinée
- Tamara Drewe, Posy Simmonds (2007)

## Éditions françaises
Liste non exhaustive.
- 1901 : Barbara, traduit par Mathilde Zeys, Paris, Société du Mercure de France, 518 p.
- 1953 : Barbara, traduit par Mathilde Zeys, préface de Kenneth White, Paris, Le Club du livre du mois, coll. « Le meilleur livre du mois »
- 1980 : Loin de la foule déchaînée, traduit par Mathilde Zeys, Paris, Mercure de France, coll. « Domaine anglais », 430 p.
- 2011 : Loin de la foule déchaînée, traduit par Thierry Gillybœuf, Paris, Éditions Sillage, 427 p.  (ISBN 978-2-916266-80-0)
- 2023 : Loin de la foule déchaînée, traduit par Sophie Chiari, Paris, Le Livre de Poche, coll. « Classiques » no 36780, 768 p.  (ISBN 978-2-253-10434-6)